# 梁山伯与祝英台 (越剧)

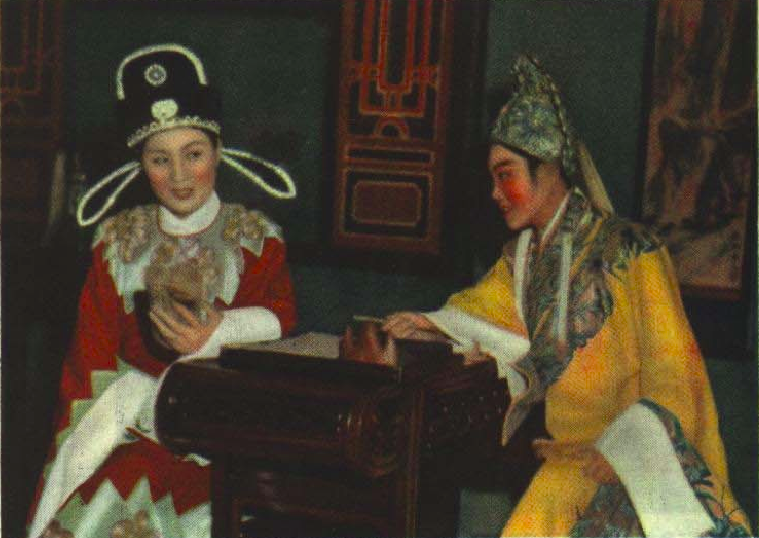
梁山伯与祝英台

梁山伯与祝英台，越剧古装戏，源自民间传说梁山伯与祝英台。越剧《梁祝》，曾名《梁祝哀史》，为越剧的代表剧目之一。

## 概况
在越剧早期，男班剧种就有《梁祝》。1917年，白玉梅与王永春共同排出了三本的《梁山伯祝英台》。这构成了后来越剧《梁祝》的基础。1939年，袁雪芬、马樟花合作演出了《梁祝哀史》，对剧本内容加以删改。1945年，袁雪芬、范瑞娟等演出时，增加了“三载同窗”等场次。这个剧本形成了目前《梁山伯祝英台》演出本的基础。1955年，上海越剧院重拍《梁祝》，由袁雪芬、范瑞娟口述，徐进等执笔，陈捷、薛岩进行音乐整理，黄沙任导演，幸熙、苏石风布景设计。

## 相关戏曲影视
- 越剧电影《梁山伯与祝英台》，上海电影制片厂拍摄，中华人民共和国第一部彩色电影。[3]
- 越剧电视剧《梁山伯与祝英台》，1985年，上海电视台摄制，导演许诺，主演范瑞娟、傅全香、张桂凤等
- 越剧电视剧《梁山伯与祝英台》，1985年，青年版，上海电视台摄制，主演章瑞虹、陈颖
- 越剧电视剧《新梁祝传奇》，2002年，导演许玉琢，中央电视台、浙江省戏剧家协会影视部等摄制[4]，主演卢叶东、王伊丽
- 越剧电视剧《蝴蝶的传说》，主演方亚芬、韩婷婷。